# 4575 Broman
4575 Broman је астероид главног астероидног појаса чија средња удаљеност од Сунца износи 2,997 астрономских јединица (АЈ).
Апсолутна магнитуда астероида је 11,4.